# Exchangeable Image File Format
Das Exchangeable Image File Format (offizielle Abkürzung Exif) ist ein Standardformat der Japan Electronic and Information Technology Industries Association (JEITA) für das Abspeichern von Metadaten in digitalen Bildern. Die letzte Version des Standards (3.0, Mai 2023) wurde von einer Kooperation der JEITA mit der ebenfalls japanischen Organisation CIPA (Camera & Imaging Products Association, Nachfolge-Organisation der JCIA – Japan Camera Industry Association) formuliert.
In den Exif-Daten einer Bilddatei werden technische Informationen zur Aufnahme, unter anderem Kameramodell, Zeitpunkt der Aufnahme und Kameraeinstellungen, gespeichert.
Weitere Metadaten-Standards sind der IPTC-IIM-Standard und die Extensible Metadata Platform (XMP).

## Anwendungsbereiche
Exif-Daten werden direkt in die Datei von Bildern der Formate JFIF (JPEG) oder TIFF geschrieben – im sogenannten Header (Bereich am Anfang der Bilddatei, noch vor den eigentlichen Bildinformationen). Inzwischen legt praktisch jede Digitalkamera diese zusätzlichen Informationen zu der Aufnahme im Bild ab, auch die Kameraapplikationen der meisten Smartphones erstellen Bilder mit Exif-Daten.
Zahlreiche Bildbearbeitungsprogramme sowie andere Software können diese Daten ausgeben. Daneben können Exif-Daten bei Audiodateien zum Einsatz kommen.

## Exif-Einträge
Nahezu alle modernen Digitalkameras beherrschen den Exif-Standard und speichern bei jeder Aufnahme zahlreiche Aufnahmeparameter, wie zum Beispiel:
- Datum und Uhrzeit
- Orientierung (Bilddrehung um 90, 180 bzw. 270°)
- Brennweite
- Belichtungszeit
- Blendenzahl
- Belichtungsprogramm
- Belichtungsindex (ISO-Wert)
- Geographische Koordinaten (diese Daten können durch Geotagging hinzugefügt werden) und Höhe über dem Meeresspiegel
- Vorschaubild („Thumbnail“)
- Kameratyp

Weitere nützliche Informationen können nachträglich in Form der sogenannten IPTC-Daten (International Press Telecommunications Council) hinzugefügt werden. Der IPTC-Standard ist neben Exif ein weiterer Standard, der überwiegend im Fotojournalismus zum Einsatz kommt. Beispiele von typischen IPTC-Feldern sind:
- Bildbeschreibung
- Ersteller
- Urheberrechtsvermerk

## Beispiele von Exif-Tags

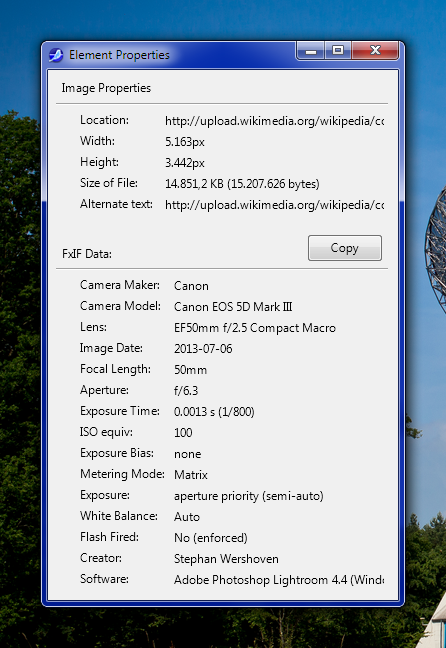
Anzeige der Metadaten (binäre Exif-Daten, IPTC-NAA-Daten und XMP) eines JPEG-Fotos in Mozilla SeaMonkey

Es gibt verschiedene Informationen in den Exif-Daten, sie sind in Form sogenannter „Tags“ (engl. „tag“ = Kennzeichen, Markierung) hinterlegt. Die Tags bestehen jeweils aus einem Paar aus einem Namen und einem Wert. Die Werte können verschiedenen Typs und verschiedener Länge sein. Zur eindeutigen Identifizierung hat jedes Tag eine Nummer (Tag-ID), bestehend aus 16 Bit, die als Dezimalzahl oder vier Hexadezimalziffern (mit Suffix „.H“ gemäß Standard oder oft mit Präfix „0x“) dargestellt werden kann. Die nationalsprachigen Darstellungen der Namen und die Formatierung der (numerischen) Werte erfolgt durch anzeigende Programme.
Die Tags sind standardisiert und geben unter anderem Auskunft über die Kameraeinstellungen, unter denen das Bild aufgenommen wurde, wie zum Beispiel die folgenden:
| ID (hex.) | Name             | Bedeutung                                                  |
| --------- | ---------------- | ---------------------------------------------------------- |
| 9000      | ExifVersion      | Version des Exif-Standards                                 |
| 010F      | Make             | Name des Kameraherstellers                                 |
| 0110      | Model            | Name des Kamera-Modells                                    |
| 0112      | Orientation      | Bild-Ausrichtung Hochformat / Querformat                   |
| 9003      | DateTimeOriginal | Aufnahmedatum                                              |
| 829D      | FNumber          | Blendenzahl                                                |
| 829A      | ExposureTime     | Belichtungszeit                                            |
| 8833      | ISOSpeed         | Empfindlichkeit des Bildsensors                            |
| 9207      | MeteringMode     | Belichtungsmessverfahren Mittelwert/Spot/Multisegment      |
| 013B      | Artist           | Ersteller/Photograph                                       |
| 8298      | Copyright        | Urheberrechts-Information                                  |
| 9286      | UserComment      | Allgemeiner Kommentar oder Bildbeschreibung. Unicode-fähig |
| 010e      | ImageDescription | Titel des Bildes und kurze Bildbeschreibung                |

Zusätzlich zu den Standard-Feldern können Hersteller noch spezifische „Maker-Notes“ einfügen, die herstellerdefinierte, proprietäre Informationen enthalten, die entweder vom Exif-Standard nicht definiert sind, oder deren Inhalt aus anderen Gründen nicht offengelegt werden. Beispiele:
- Focus Mode
- AF Point
- Focus Distance
- Total Pictures

Beispiel von Exif-Daten eines mit einer Sony Alpha 380 aufgenommenen Bildes
| Name der gespeicherten Datei             | DSC04923.ARW               |
| Kameramodell                             | Sony Alpha 380             |
| Firmware                                 | Firmware Version 1.1       |
| Aufnahmedatum/-zeit                      | 27. November 2011 15:39:28 |
| Autor/Fotograf                           | Max Mustermann             |
| Copyright-Vermerk                        | Copyright: Max Mustermann  |
| Name des Besitzers                       | Max Mustermann             |
| Aufnahmemodus                            | A (Blendenpriorität)       |
| Tv (Verschlusszeit)                      | 1/6                        |
| Av (Blendenzahl)                         | 2.8                        |
| Messmodus                                | Mehrfeldmessung            |
| Belichtungskorrektur                     | 0                          |
| Filmempfindlichkeit (ISO)                | 100                        |
| Automatische Filmempfindlichkeit (ISO)   | Aus                        |
| Objektiv                                 | Sony AF 20 mm F2.8         |
| Brennweite                               | 20,0 mm                    |
| Bildgröße                                | 4600 × 3064                |
| Bildqualität                             | Fein                       |
| Blitz                                    | Aus                        |
| FE-Blitzbelichtungsspeicherung           | Aus                        |
| Weißabgleich                             | Automatisch                |
| AF-Betriebsart                           | Manueller Fokus            |
| Farbraum                                 | sRGB                       |
| Farbtiefe                                | 36 Bit                     |
| Rauschreduzierung bei Langzeitbelichtung | 0: Aus                     |
| Automatische Belichtungsoptimierung      | 0: Standard                |
| Randlichtkorrektur                       | Aktivieren                 |
| Dateigröße                               | 18842 kB                   |
| Staublöschungsdaten                      | Nein                       |
| Transportart                             | Einzelaufnahme             |
| Livebild-Aufnahme                        | Aus                        |

Die Daten des Objektives können von Panoramaprogrammen dazu verwendet werden, bestimmte Abbildungsfehler vor dem Zusammensetzen zu korrigieren. Diese Kamera und die dazugehörende Software verwendet die Daten auch zur Randlichtkorrektur, um leichte Vignettierungen durch Aufhellen zu eliminieren.

## Mögliche Probleme

### Datenschutz
Mit den von der Kamera automatisch gespeicherten Metadaten werden möglicherweise unbeabsichtigt Details wie Datum, Uhrzeit, Standort, Vorschaubild etc. weitergegeben oder veröffentlicht. Das kann je nach Standpunkt erwünscht oder unerwünscht sein. So wurde z. B. der Aufenthaltsort des damals flüchtigen John McAfee durch die unbedachte Veröffentlichung eines während eines Interviews mit einem Journalisten von diesem geschossenen Fotos mit GPS-Koordinaten bekannt.
Mindestens das Unternehmen Google verwendet die Exif-Daten, den Dateinamen und alternative Bildtexte, um die Bilder besser verstehen zu können.
Matt Cutt, ein damaliger Mitarbeiter bei Google, sagte bereits im Jahre 2014, dass Exif-Daten aus Bildern möglicherweise einen Einfluss auf das Ranking für Google Image haben könnten:
„Es ist etwas, das Google analysieren kann, und ich denke, wir behalten uns das Recht vor, es im Ranking zu verwenden!“
Umgekehrt besteht eine Kontroverse, ob eine Suchmaschinenoptimierung (SEO) mittels der Bildinformationen vorgenommen werden kann.
Mithilfe geeigneter Computerprogramme lassen sich alle Exif-Daten aus Bilddateien entfernen.
Das Unternehmen Meta Platforms (vormals Facebook Inc.) entfernt automatisch Metadaten aus auf Facebook hochgeladenen Bildern. Das wurde dem Unternehmen für Deutschland im Jahre 2016 verboten. Das Urteil wurde mit dem damit gelöschten Nachweis des Urhebers begründet. Bild-Metadaten dürfen nach § 95c des Urheberrechtsgesetzes nicht unbefugt entfernt oder verändert werden. Bilddateien, von denen bekannt ist, dass unbefugt Metadaten entfernt wurden, dürfen nicht unbefugt weiterverbreitet werden.

### Kompatibilität
Bei der Bearbeitung von Fotos mit gängigen Bildbearbeitungsprogrammen können einige Exif-Daten so verändert werden, dass sie mit gängigen Bildbetrachtern nicht mehr angezeigt werden. Das Problem entsteht dadurch, dass gemäß der JFIF-Spezifikation direkt hinter dem SOI-Marker der JFIF-APP0-Marker stehen muss, während gemäß der Exif-Spezifikation dort der Exif-APP1-Marker stehen muss. Streng genommen entsteht daher durch das Einfügen von Exif-Daten in eine JFIF-Datei ein anderes Dateiformat, das nicht JFIF-konform ist. Neuere JFIF-Bibliotheken (z. B. von der Independent JPEG Group (IJG) ab 2001) erkennen jedoch vorhandene Exif-Daten und lassen dann den Exif-APP1-Marker unverändert.

### Zeitzonen
Die EXIF-Spezifikationen definierten von Beginn an keine Zeitzonen. Es wird keine Standard-Zeitzone wie z. B. UTC vorgegeben. Daher kann es beim Austausch von Bildern über verschiedene Zeitzonen oder durch die Umstellung zwischen Sommer- und Winterzeit zu Problemen mit Datum und Uhrzeit kommen. Erst mit der Exif-Version 2.31 (Juli 2016) wurden Tags zum Thema Zeitzonen eingeführt: „OffsetTime“, „OffsetTimeOriginal“ und „OffsetTimeDigitized“.

### Einbettung von Schadcode
Über den Exif-Metadaten-Bereich ist das Einschleusen und Ausführen von Programmcode auf fremden Webservern möglich. Hierzu wird ein Bild über ein Datei-Upload-Formular auf den Server hochgeladen. Dieses trägt jedoch als Endung die einer ausführbaren Datei (zum Beispiel .aspx oder .php). Ausgehend vom eigentlichen Inhalt geht der Server jedoch von einem harmlosen Bild aus. Der eigentliche Schadcode befindet sich als Metadaten im Exif-Bereich. Wird anschließend die manipulierte Datei über eine URL vom Server abgerufen, wird diese auf Grund der Dateiendung ausgeführt, statt sie anzuzeigen. So kann im nächsten Schritt die Datenbank oder der Domänencontroller übernommen werden. Prüft der Server schon beim Hochladen der Datei, ob die Dateiendung mit dem eigentlichen Inhalt übereinstimmt, ist ein derartiger Angriff ausgeschlossen.

## Versionen
- 1.00 Oktober 1995
- 2.10 vom 1. Juni 1998
- 2.20 (Projektname „Exif Print“) vom 20. Februar 2002 (veröffentlicht zwischen Februar und April 2002)
- 2.21 (mit Adobe-RGB-Unterstützung) vom 11. Juli 2003 (veröffentlicht im September 2003 unmittelbar nach DCF 2.0)
- 2.30 vom 26. April 2010, Revision Dezember 2012[9], GPS
- 2.31 vom April 2016[9], Zeitzonen
- 2.32 vom Mai 2019[10]
- 3.00 vom Mai 2023, UTF-8 Datentyp